# Haematomma fenzlianum
Haematomma fenzlianum är en lavart som beskrevs av A. Massal. Haematomma fenzlianum ingår i släktet Haematomma och familjen Haematommataceae.   Inga underarter finns listade i Catalogue of Life.